# لويس خافيير مارتينيز
لويس خافيير مارتينيز (بالإسبانية: Luis Javier Martínez Villanueva)‏ هو لاعب اتحاد الرغبي إسباني، ولد في 12 يوليو 1971 في لوغو في إسبانيا.